# امپرازول
اُمِپرازول (به انگلیسی: Omeprazole)، که با نام‌های تجاری پریلوسس(Prilosec)، اکتاپ Actop و لوسس نیز ارائه می‌شود، دارویی است که در درمان بیماری ریفلاکس معده (GERD)، زخم معده و سندرم زولینگر-الیسون استفاده می‌شود. همچنین برای جلوگیری از خونریزی دستگاه گوارش فوقانی در افرادی که در معرض خطر زیادی هستند، استفاده می‌شود. امپرازول یک مهار کننده پمپ پروتون (پی‌پی‌آی) است و اثر آن مانند سایر مهارکننده‌های پی‌پی‌آی است. می‌توان آن را از طریق دهان یا از طریق تزریق داخل ورید مصرف کرد.
 این دارو ترشح اسید معده را کاهش داده و اسیدیته شیره معده را کاهش میدهد و باعث بهبود زخم های معده، دوازدهه و دردهای مربوطه میشود. در برگشت اسید معده به مری، این دارو از آسیب رساندن اسید به سطح مری جلوگیری کرده و التهاب را بهبود داده، سوزش سردل را از بین می برد و از عود مجدد بیماری جلوگیری می کنند. در اولین روز مصرف، اثر این دارو شروع و در ادامه افزایش می یابد.
عوارض جانبی شایع شامل حالت تهوع، استفراغ، سردرد، شکم درد و افزایش گاز روده  است. عوارض جانبی جدی ممکن است شامل کولیت کلستریدیوم دیفیسیل، افزایش خطر ذات الریه، افزایش خطر شکستگی استخوان و احتمال مخفی ماندن ابتلا به سرطان معده باشد. مشخص نیست که داروی فوق در دوران بارداری بی خطر باشد یا نه. کارکرد دارو جلوگیری از ترشح اسید معده است.
امپرازول در سال ۱۹۷۸ ثبت اختراع شد و در سال ۱۹۸۸ برای استفاده پزشکی تأیید شد. این دارو در فهرست داروهای ضروری سازمان بهداشت جهانی جای دارد. امپرازول به عنوان یک داروی ژنریک ارائه می‌شود. امپرازول در سال ۲۰۱۷، با بیش از ۵۸ میلیون نسخه، هفتمین داروی رایج در ایالات متحده بود. این دارو بدون نسخه در ایالات متحده نیز موجود است.

## مصارف پزشکی
از امپرازول می‌توان در درمان بیماری ریفلاکس معده (GERD)، زخم معده، ازوفاژیت فرسایشی، سندرم زولینگر-الیسون و ازوفاژیت ائوزینوفیل استفاده کرد.

### زخم معده
زخم معده ممکن است با امپرازول درمان شود. درمان عفونت هلیکوباکتر پیلوری را می‌توان با استفاده از یک ترکیب درمانی سه‌گانه از امپرازول، آموکسی سیلین و کلاریترومایسین به مدت ۷ تا ۱۴ روز پیش برد. آموکسی سیلین ممکن است در بیمارانی که به پنی سیلین حساسیت دارند با مترونیدازول جایگزین شود.

## عوارض جانبی
عوارض جانبی حداقل در ۱٪ از افراد بروز می‌کند:
- سیستم عصبی مرکزی: سردرد (۷٪)، سرگیجه (۲٪)
- تنفسی: عفونت دستگاه تنفسی فوقانی (۲٪)، سرفه (۱٪)
- دستگاه گوارش: درد شکم (۵٪)، اسهال (۴٪)، حالت تهوع (۴٪)، استفراغ (۳٪)، نفخ شکم (۳٪)، نارسایی اسیدی (۲٪)، یبوست (۲٪)
- عصب عضلانی و اسکلتی: کمر درد (۱٪)، ضعف (۱٪)
- پوست: بثورات (۲٪)

نگرانی‌های دیگر مربوط به عوارض جانبی عبارتند از:
- عود اسهال مرتبط با کلستریدیوم دیفیسیل[۱۷]
- شکستگی‌های مربوط به پوکی استخوان[۱۸][۱۹]
- کمبود منیزیوم[۲۰]

نگرانی‌هایی در مورد سو جذب ویتامین ب12 و آهن وجود دارد اما به نظر می‌رسد اثرات آن ناچیز باشد، به ویژه هنگامی که مکمل درمانی ارائه می‌شود.

### استفاده طولانی‌مدت
بین استفاده طولانی مدت از داروهای مهار کننده پمپ پروتون (PPI) یا (پی‌پی‌آی) شامل امپرازول و بروز پولیپ‌های (تومور) خوش‌خیم و سرطان ارتباطی دیده نمی‌شود، اما استفاده از پی‌پی‌آی ممکن است سرطان معده یا سایر مشکلات جدی معده را پنهان کند و پزشکان باید از این اثر آگاه باشند.
یک آزمایش بین استفاده طولانی مدت از دارو فوق و زوال عقل را نشان داد که برای تأیید آن نیاز به مطالعه بیشتر است.
یک مقاله علمی چاپ شده در ایالات متحده در سال ۲۰۱۳ منتشر شد که نشان می‌داد استفاده طولانی مدت از پی‌پی‌آیها منجر به کاهش جذب کلسیم (باعث افزایش خطر پوکی استخوان و شکستگی)، کمبود منیزیم (باعث بروز عدم تعادل الکترولیت می‌شود) و افزایش ریسک ابتلا به کلستریدیوم دیفیسیل و سینه‌پهلوی اکتسابی از جامعه شود.

### بارداری و شیردهی
سالم بودن استفاده از امپرازول در زنان باردار یا شیرده ثابت نشده‌است. داده‌های اپیدمیولوژیکی افزایش خطر نقص مادرزادی عمده پس از استفاده مادر از امپرازول در دوران بارداری را نشان نمی‌دهد.

## علائم مسمومیت با امپرازول و درمان آن
مسمومیت با امپرازول رایج نیست و در اثر مصرف دوز های بسیار بالا تر از حد توصیه شده اتفاق می افتد. مسمومیت با این دارو علائمی مانند گیجی، خواب‌آلودگی، تاکی کاردی، تاری دید، سردرد، خشکی دهان، حالت تهوع، استفراغ، دیافورِز ، و برافروختگی همراه است. این علائم گذرا میباشند و هیچ پیامد بالینی جدی با تک درمانی مشاهده نمیشود. هیچ پادزهر خاصی برای مصرف بیش از حد امپرازول شناخته نشده است. دیالیز ممکن است مفید نباشد زیرا امپرازول به طور گسترده به پروتئین متصل است. درمان مسمومیت با این دارو شامل مراقبت های علامتی و حمایتی است.